# یوی بزرگ
یو(چینی:禹)(قرن ۲۱ پیش از میلاد) با نام سی ونمینگ(چینی: 姒文命) و با لقب یوی بزرگ(大禹 دا یو) نخستین فرمانروا و بنیان‌گذار دودمان افسانه‌ای شیا بود که بر اساس اسطوره، در سال ۲۰۵۹ پیش از میلاد در سال ببر زاده شد. تختگاه یو در شهر یانگ بود. افسانه یو در چین چیزی مشابه طوفان نوح در افسانه‌های سامی است. یو در کوه کائوجی درگذشت.

## معرفی
یو که پسر کوئن یا همان شون بود، مأموریت یافت که آب‌ها را مهار کند. او مجهزتر از پدرش بود. او خاک سحرآمیز را در اختیار داشت، اژدهای بالدار[یا همان یینگ لانگ] یاور او بود، شبیه همان که در مبارزهٔ میان هوانگ تی و تشه یو (جنگ تشولو) بدان اشاره شده‌است.
یو با بهره از خاک سحرآمیز توانست سرچشمهٔ آب‌های عظیم را که تعدادشان ۲۳۳۵۵۹ عدد بود، مسدود کند. این سرچشمه‌ها بسیار عمیق بودند. این عمق زیاد این نظریه را مطرح می‌کند که ممکن است این سرچشمه‌ها با اقیانوسهای زیرزمینی در ارتباط باشند.
یو همچنین با استفاده از خاک سحرآمیز، کوه‌های اصلی را بنا کرد، این کوه‌ها به خاطر ارتفاع زیادی که داشتند، بر طغیان آب مسلط بودند و سیلاب از آن‌ها عبور نمی‌کرد. علاوه بر آن به علت سنگینی شان، موجب استحکام بیشتر زمین می‌گشتند.
اژدها نیز با دمش بستر رودخانه را کند تا جریان آب را به آن هدایت کند. سخت‌ترین کار او این بود که آب‌های اضافی رودخانهٔ زرد را به طرف دریا روانه کند. برای این کار، یو می‌بایست کوه‌ها را بشکافد تا محل عبوری برای جریان آب ایجاد کند. بدین ترتیب تنگه‌های بسیار از جمله تنگهٔ لونگ من (که همان دروازهٔ اژدهاست)، تنگهٔ منگ من و بسیاری دیگر را گشود.
کارهای عظیم و غول آسای او در بسیاری از نقاط چین در فولکلور جغرافیایی منعکس شده‌است.

## خدایانی که پا جای پای یو گذاشته‌اند

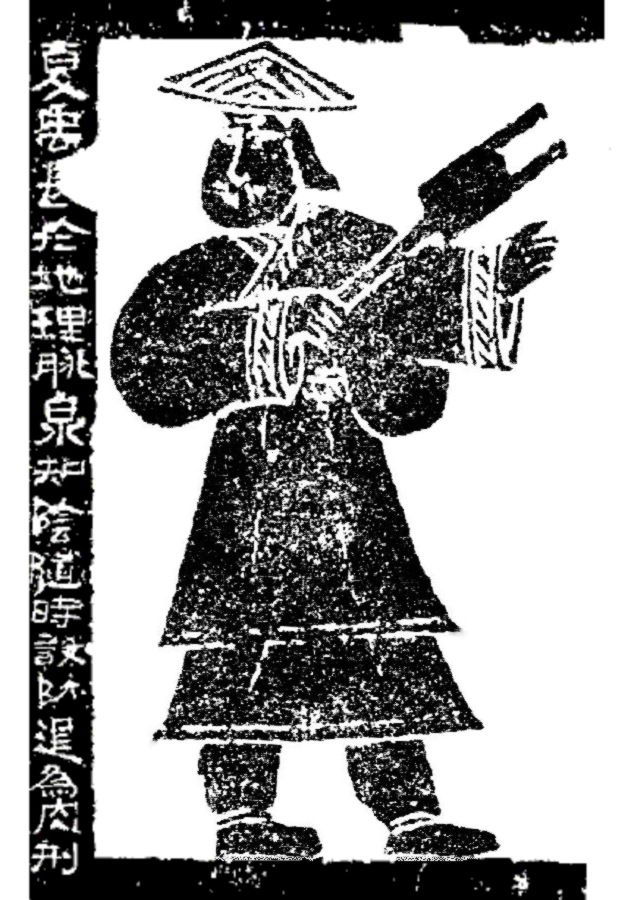
یوئ بزرگ

هنگامی که یو از کوه‌ها بالا رفت و تنگه‌ها را گشود، به یک خرس زرد تبدیل شد یا فقط پوشش خرس بر تن او ظاهر شد. (این بخش از روایت مربوط به اسطورهٔ یو، بی اختیار ما را به یاد خرس زردی می‌اندازد که پدر یو، کوئن، پس از دریده شدن شکمش به آن تبدیل شد.)
یو به روایت معروف در سن سی سالگی و به روایت کنفوسیوس در سنین بالاتر در جائی در جنوب، در سرزمینی که توشان نام داشت، ازدواج کرده بود و همسر او وظیفه داشت که هر روزبه محض شنیدن صدای طبل او، غذایش را برایش بیاورد.
یک روز یو در موقع کار به سنگی برخورد کرد و صدایی شبیه صدای طبل ایجاد شد. زن او با عجله نزدش آمد، امّا هنگامیکه او را به صورت یک خرس مشاهده کرد، وحشتزده پا به فرار گذاشت. یو او را تعقیب کرد و موفق شد او را بازگرداند، امّا وقتی که همسرش بازگردانده شد، به سنگ تبدیل شده بود.
«مارسل گرانته»، چین‌شناس مشهور می‌کوشد که ثابت کند این اسطوره احتمالاً یادآور رقص مردان یا نمایشی کنایی از آن است، چراکه مردان رقصنده در مناطقی از چین، لباس خرس به تن می‌کوبند بر سنگ‌ها پا می‌کوبند و بر آن‌ها می‌جهند تا از اصابت پای خویش با سنگ‌ها، صدایی شبیه صدای طبل یا رعد در بیاورند. بخصوص که زن‌ها برای حضور در این رقص‌ها مجاز نبودند و برای خود رقص‌های خاص دیگری داشتند. این موضوع می‌تواند به آن بخش از داستان اسطوره یو اشاره داشته باشد که همسر یو دگردیسی می‌یابد و به سنگ تبدیل می‌شود.
دگردیسی همسر یو می‌تواند نمایشگر کشته شدن او باشد، زیرا او در واقع یک تابو را شکسته بود، و به همین دلیل محکوم به نابودی بود.امّا نباید فراموش کرد که این استدلال هرچند هم که قوی باشد باز یک فرضیه‌است.
همسر یو در زمانی که تبدیل به سنگ شد، حامله بود. یو از او خواهش کرد که پسرش را به او پس دهد. اشاره شده‌است که در طول نه ماه حجم این سنگ (همسر یو) مدام افزایش می‌یافت. آن گاه سنگ دهان گشود و به کی (فرزند یو، که معنای اسمش شکاف می‌شود)، زندگی بخشید. کی پس از پدرش شاه سلسله هیا گردید و در حقیقت این اولین باری است که در تاریخ چین حکومت به طریق ارثی منتقل می‌گردد.
این تولد شگفت انگیز با تولد خود یو رابطه دارد.

## آمیختگی با دیگر اساطیر
گزارش کارهای بزرگ یو با بسیاری از اساطیر متعدد دیگر آمیخته شده‌است. از جالبترین آن‌ها دو نمونه‌ای است که می‌آید:
از رودخانهٔ زرد که یو در آن فرو رفته بود ناگهان موجودی ظاهر شد نیمه انسان و نیمه ماهی (فرمانروای رودخانه) و به او علامت رودخانه را تقدیم کرد.
به اینصورت که این علامت در پشت یک اسب ترسیم شده بود(در اساطیر اسب‌ها با اژدها خویشاوندی دارند - همانطورکه در سرگذشت کوئن نیز آمده‌است، احتمالاً کوئن یک اسب سفید بود)
اما انحصار یا اختراع آن به خود یو یا فوهی منسوب است. این علامت رودخانه یا نقشه (علامت نمودار) که از رودخان بدست آمده بود، بیشتر یک طلسم جادویی بود که جهان را توضیح می‌داد تا یک فرمول نهایی جبر یا مثلثات (که اختراع آن را به فوهی نسبت می‌دهند).
هنگامیکه یو تنگهٔ لونگ مرا گشود گودال عمیق و تاریکی را کشف کرد که دراعماق آن با فوهی در هیأت یک خدا با اندامی به شکل مار در چهرهٔ انسانی برخورد کرد. فوهی به او صفحه‌ای از سنگ یشم هدیه کرد به طول یک پا و دو اینچ که می‌توانست با آن آسمان و زمین را اندازه‌گیری کند. یو از این صفحه برای هموار کردن زمین و تنظیم آب‌ها استفاده کرد.
ظاهراً این اسطوره‌ها در دوره‌های متأخر به وجود آمده‌اند.

## سایر کارها
امّا کارهای یو فقط محدود به مهار کردن آب‌های طغیانی نمی‌شود. اعمال دیگری هم به او نسبت می‌دهند که به روشنی با اسطورهٔ مبارزهٔ او با طغیان آب‌ها ارتباط می‌یابد. امّا این روایات احتمالاً به دوره‌های دیگری تعلق دارند. ز جمله این که او به کوه، ابرها و باران‌ها حمله کرد و آن‌ها را مسخّر ساخت. همچنین او علیه سیانگ لو وزیر کونگ کونگ شورشی مبارزه کرد.
این هیولا یک اژدهای نه سر غول آسا بود که فضولات بدنش باتلاق‌های متعفن را می‌ساخت. یو او را در شمال کوئن-لوئن کشت، اما خون ریختهٔ او چنان بوی عفونتی ایجاد کرد که گیاهان به زمین فرورفتند و حیوانات از آن محل کوچ کردند. یو ابتدا خواست یک سد بسازد (روش غلط جلوگیری از طغیان آب) اما سه بار با شکست مواجه شد. سپس دریاچه‌ای کند(روش صحیح کانال کشی) که در مرکز آن یا در ساحلش (احتمالاً توسط یو) برجی بنا شد. (در فولکلورهای جدیدتر، بنای برج‌ها یا ستوپاها برای غلبه کردن بر اژدهاهای خبیث یک موضوع رایج است. اگر مجموعهٔ متونی را که به یو مربوط می‌شوند مورد بررسی قرار می‌دهند، روشن می‌گردد که این شخصیت چیزی وسیعتر و بزرگتر از یک غلبه‌کننده بر طغیان آب است. هرچند که این کار مشخصهٔ اصلی اوست.
او به همهٔ اطراف تا مرزهای چهارگانهٔ جهان (شمال جنوب مغرب و مشرق) سفر کرد.